# Global Guts
A Global Guts (vagy simán csak Nickelodeon Guts, esetleg GUTS) egy amerikai játékműsor, amelyet Albie Hecht, Scott Fishman és Byron Taylor készítettek a csatorna számára 1992-ben.

## Cselekmény
A sorozat három fiatal atlétáról szól, akik négy extrém sportban küzdenek, hogy meg tudják mászni a "Crag" nevű mesterséges hegyet. Minden epizódban ez folyik, és így ment ez a műsor 4 évada alatt. Ezek az extrém sportok általában a népszerű sportok (például futball, kosárlabda és baseball) extrémebb változatai.

## Epizódok
A GUTS 4 évadot élt meg 160 epizóddal. 30 perces (fél órás) egy epizód.

## Közvetítés
Amerikában 1992.- szeptember 19.-től 1996. január 14.-ig ment a sorozat. A Nickelodeon adta az USA-ban, mint ahogy a cím is mutatja. Magyar bemutató ismeretlen, nálunk 2005-ben hagyták abba a vetítését. Itthon is természetesen a Nickelodeon adta le.

## Új változat
Nagyon népszerű volt, ezért 2008-ban feltámasztották, My Family's Got Guts címen, ez azonban nem lett túl népszerű, mindössze 2 évadot élt meg 22 epizóddal.

## Továbbiak
1994-ben videójáték is készült a sorozatból Super NES (Nintendo Entertainment System) platformra. Bejelentették, hogy lesz egy crossovere a műsornak a Sanjay és Craig című rajzfilmsorozattal, amely szintén egy Nickelodeon produkció.